# Vereinigte Glanzstoff Fabriken
De Vereinigte Glanzstoff Fabriken, afgekort tot VGF of kortweg 'Glanzstoff' genaamd, was een Duits bedrijf dat kunstvezels vervaardigde. Tussen dit bedrijf en de Algemene Kunstzijde Unie hebben altijd banden bestaan, doch pas in 1969 vond er een definitieve fusie plaats, waarbij de holding AKU bleef heten. Dit is een van de pijlers van het AKZO concern geweest, dat in 1969 tot stand kwam en later AkzoNobel ging heten.
Het hoofdkwartier van VGF bevond zich te Wuppertal-Elberfeld, terwijl de oudste fabrieken zich te Oberbruch bevonden, een plaats die tegenwoordig tot de gemeente Heinsberg behoort.

## Geschiedenis
In 1897 vroegen de chemicus Max Fremery und de ingenieur Johann Urban patent aan op hun methode om vezels uit in koperoxide-ammoniak opgeloste cellulose te vervaardigen. Zij experimenteerden in het geheim in het plaatsje Oberbruch, maar hun doel was om gloeidraden te ontwikkelen voor de gloeilampenfabricage. Zij bezaten namelijk een gloeilampenfabriek. Zij richtten daarom op 19 september 1899 de Vereinigte Glanzstoff-Fabriken AG op met het hoofdkantoor in Wuppertal. In 1902 sloten Fremery en Urban hun gloeilampenfabriek. De belangrijkste afnemer van de 'koperzijde' werd nu de borduurwerkindustrie in het Bergisches Land. Al snel erkenden Fremery en Urban het verdere potentieel van de kunstzijde. In 1911 verwierven ze het patent op viscose en maakten het productierijp.
Guido Henckel von Donnersmarck Guido Georg Friedrich Erdmann Heinrich Adelbert Graaf Henckel Vorst von Donnersmarck (* Breslau, 10 augustus 1830 - † Berlijn, 19 december 1916) bouwde in 1903 in Sydowsaue, thans Stettin-Żydowce (Polen) een kunstzijdefabriek, die hij in 1911 onderbracht in de Vereinigte Glanzstoff Fabriken AG, Wuppertal.
Vanaf toen bloeide de productie op van kunstzijde en aanverwante producten, zoals Perlon, Nylon, en Dralon. Tot in de jaren zeventig van de 20e eeuw was Glanzstoff de grootste producent op de wereldmarkt van kunstvezels. In 1965 werkten er meer dan 29.000 medewerkers, waarvan 10.000 in de vestigingen te
Oberbruch, Obernburg, Kelsterbach, Wuppertal en andere plaatsen, waaronder vele gastarbeiders, voornamelijk uit Griekenland en Portugal, en ook vele forenzen uit het nabijgelegen Nederland.
In het midden van de jaren zeventig van de 20e eeuw vond de internationale kunstvezelcrisis plaats, mede ten gevolge van de sinds de eerste oliecrisis sterk gestegen prijzen voor grondstoffen en energie. Bovendien verliepen de patenten en deed de concurrentie vanuit Zuidoost-Azië zich voelen. Naast automatisering en rationalisering wilde men zich op hoogwaardige specialiteiten gaan toeleggen.
Ondertussen werd VGF steeds sterker geïntegreerd in het AKZO-concern, dat in 1998 de Britse kunstvezel- en verfproducent Courtaulds overnam. Alle kunstvezelactiviteiten werden samengebracht in de nieuwe onderneming Acordis, die aan speculanten werd verkocht welke de onderneming in verschillende delen opsplitsten.

## VestigingOberbruch
Het enorme fabriekscomplex werd omgezet in het Industriepark Oberbruch (IPO), wat deels een gemengd bedrijventerrein is, waar echter ook een aantal verzelfstandigde onderdelen van het voormalige Glanzstoff werkzaam zijn. De voormalige bedrijfswerkplaats werd omgevormd in de firma HIMA, terwijl de elektriciteitscentrale nu eigendom van Nuon is. Voor de opvolger van Glanzstoff, Enka geheten, werkten in 2006 nog slechts 151 medewerkers in Oberbruch. In 2007 wordt de nog overblijvende productie verplaatst naar het Verre Oosten, ondanks een afgesproken werkgelegenheidsgarantie tot 2012.
Een producent die nog wél toekomst heeft is Toho Tenax Fibers, die koolstofvezels vervaardigt onder de naam 'Carbon'. Deze worden gebruikt in de ruimtevaart, in de vliegtuigbouw en in renfietsen.
Enkele straten in Oberbruch zijn naar de stichters van Glanzstoff genoemd, terwijl verdere herinneringen ook in het museum van Heinsberg te vinden zijn.

## VestigingObernburg
Deze vestiging is gelegen op het Industrie Center Obernburg (ICO), dat in 1924 is opgericht als productielocatie voor Viscosetextielgarens van VGF. Tegenwoordig zijn er op ICO een dertigtal bedrijven te vinden op de terreinen gezondheidstechniek, kunststoftechnologie, verf- en lakfabricage, chemie en dienstverlening.
De volgende bedrijven in de kunstvezelsector zijn nog op het terrein te vinden: Polyamide High Performance, Diolen Industrial Fibers, Cordenka, en Enka.

## VestigingKeulen-Niehl
In 1925 werd, samen met het Britse Courtaulds, de Glanzstoff-Courtaulds GmbH opgericht. Deze bestond tot 1967. Slechts een bunker van het luchtafweergeschut uit de Tweede Wereldoorlog en een kantoorgebouw van de huisarchitect van Glanzstoff, Ferdinand Flakowski, uit de jaren 20 van de 20e eeuw herinneren nog aan het bedrijf.

## VestigingKelsterbach
Deze vestiging werd opgericht in 1911. Ten gevolge van de sterk teruglopende vraag naar textiele viscose werd de fabriek in 1999 gesloten, waarna het terrein niet meer werd benut.

## VestigingKassel(1935 gegründete Spinnfaser AG)
Hier werd in 1935 een spingarenfabriek gesticht met de naam Spinnfaser AG.

## VestigingSydowsaue

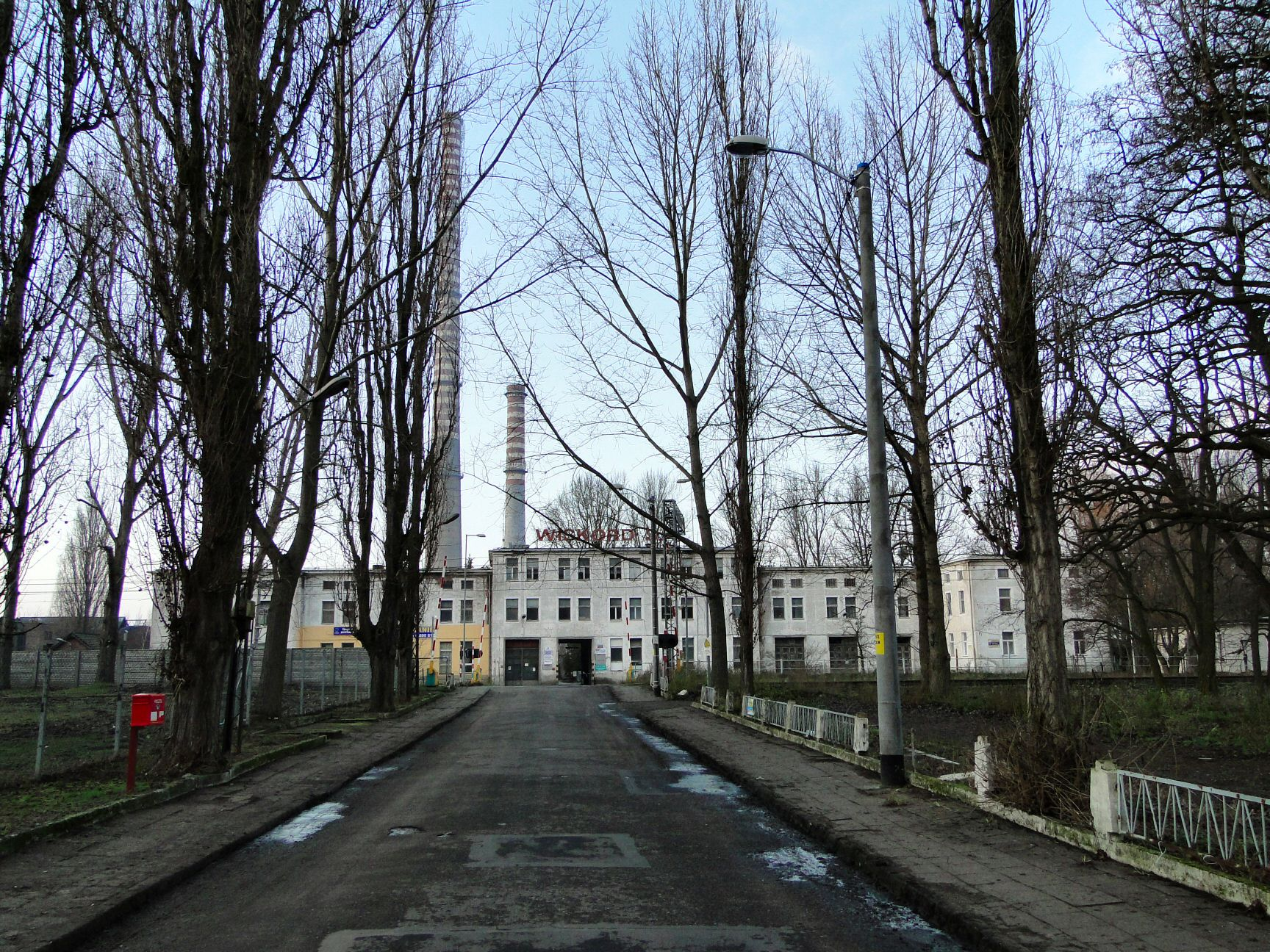
Vestiging Sydowsaue

Deze vestiging werd in 1911 overgenomen van Guido Georg Friedrich Erdmann Heinrich Adelbert Graaf Henckel Vorst von Donnersmarck die deze fabriek in 1901 had opgericht. Gedurende de Tweede Wereldoorlog zijn veel Nederlandse mannen in deze fabriek Vereinigte Glanzstoff Fabriken AG Elberfeld Werk Sydowsaue tewerkgesteld geweest. De fabriek in Sydowsaue, thans Stettin-Żydowce in (Polen), gekenmerkt door een schoorsteen van 250 m, is van 1946 tot het failliet in 2000 in gebruik geweest bij de Poolse kunstvezelfabrikant Wiskord SA.